# Samir Həmzəyev
Samir Həmzəyev (1º agosto 1989) è un giocatore di calcio a 5 azero.

## Carriera
Həmzəyev ha disputato, con la Nazionale maschile di calcio a 5 dell'Azerbaigian, due edizioni del campionato europeo.